# Urrotz
Urrotz – gmina w Hiszpanii, w Nawarze, o powierzchni 11,93 km². W 2011 roku gmina liczyła 180 mieszkańców.